# Индонезия на летних Олимпийских играх 1960
Индонезия принимала участие в Летних Олимпийских играх 1960 года в Риме (Италия) в третий раз за свою историю, но не завоевала ни одной медали. Сборную страны представляли 22 участника, из которых 2 женщины.